# Spilosoma platycroca
Spilosoma platycroca là một loài bướm đêm thuộc phân họ Arctiinae, họ Erebidae.